# Machault (Ardennes)
Machault település Franciaországban, Ardennes megyében. Lakosainak száma 492 fő (2022. január 1.). Machault Cauroy, Dricourt, Leffincourt, Mont-Saint-Remy, Saint-Étienne-à-Arnes és Semide községekkel határos.

## Népesség
A település népességének változása:
| Lakosok száma | 551  | 440  | 459  | 488  | 510  | 509  | 505  | 515  | 513  | 492  |
|               | 1968 | 1982 | 1990 | 2006 | 2013 | 2015 | 2017 | 2019 | 2020 | 2022 |